# Deriba Caldera
Il Deriba Caldera è il punto più elevato del complesso montuoso Jebel Marra, con un'altitudine di 3042 metri s.l.m.. La montagna si trova in Darfur, nella regione occidentale del Sudan e rappresenta, dopo l'indipendenza del Sudan del Sud, il punto più elevato del Sudan.
La caldera del Deriba Caldera è occupata da un lago vulcanico.
Le note del 1918 di H.F.C. Hobbs sui laghi del Jebel Marra indicano che i due laghi di Deriba (gli unici due a Marra di sua conoscenza) erano situati ad un'altitudine di 1.700 piedi sul livello del mare. Occupavano una formazione ad anfiteatro, di circa 3 o 4 miglia di diametro, formata da una serie circolare (o leggermente ovale) di elevazioni in forte pendenza, che variavano da circa 800 a 2.000 piedi sopra la superficie.
Il lago salato, chiamato "femmina" dai nativi, era il più grande dei due e occupava l'angolo nord-est dell'anfiteatro. Era lungo circa 1950 metri, largo 1350 e aveva una circonferenza di circa 3 miglia. L'acqua di questo lago era molto salata, sporca, verdastra e aveva un odore pungente e sgradevole. Un considerevole deposito di sale segnava il livello dell'acqua alta e, ad eccezione dell'estremità settentrionale, le sponde degradava gradualmente in un fango morbido, trasudante e dall'odore forte. Hobbs non fece alcun sondaggio per mancanza di tempo, ma dedusse che il lago probabilmente non era molto profondo, tranne forse all'estremità settentrionale. Ha effettuato una traversata completa con una bussola prismatica, percorrendo le distanze, con un piccolo errore di chiusura, che ha dato risultati relativamente accurati.
Il secondo lago, chiamato 'il maschio', si trovava a circa 500 metri a sud del lago salato e conteneva acqua più o meno dolce. Era lungo circa 1.550 metri, largo 900 metri, con una circonferenza di circa 1.000 metri, e formava il centro di un grande cratere, senza dubbio di origine vulcanica. I lati del cratere si innalzavano quasi perpendicolarmente fuori dall'acqua, raggiungendo un'altezza di circa 400-700 piedi, ad eccezione del lato nord, dove il bordo del cratere era notevolmente più basso, consentendo una pendenza più graduale verso l'acqua. L'acqua di questo lago, come quella del lago salato, era verdastra, pulita, limpida e aveva un leggero odore di zolfo. Un campione prelevato per l'analisi si è rotto contemporaneamente all'ultima bottiglia di whisky.
Non avendo il tempo di prendere delle sonde o di fare una traversata completa del secondo lago, Hobbs si affidò a una bussola prismatica e a un telemetro tascabile per misurare la maggior parte delle distanze. Queste cifre sono considerate approssimative. Il lago era considerato con superstizione e paura dagli abitanti di Jebel Marra, che credevano nelle sue proprietà mistiche. Pochi indigeni lo visitavano, ma era considerato infestato, come un oracolo a cui venivano poste delle domande e le cui risposte venivano dedotte dai colori che l'acqua assumeva in determinati momenti.
Gli appunti descrivono anche l'ascesa di Hobbs al picco sud-ovest il 13 marzo 1918. Nonostante le affermazioni iniziali degli indigeni secondo cui non c'era un sentiero, alla fine furono assunte delle guide per condurre la spedizione lungo un sentiero ben segnalato nella parte più difficile dell'ascesa. L'ascesa dal livello del lago durò 4,5 ore, poiché la salita sulle creste che circondavano i laghi era quasi precipitosa. La cima ha rivelato altri due picchi, rispettivamente a circa 1 miglio e 4 miglia, più alti di 50 e 100 piedi rispetto a quello che stavano scalando. Un altro picco, a circa 20 miglia di distanza, con una lettura magnetica di 540, era probabilmente il più alto. La vetta scalata era la più prominente all'estremità sud-occidentale della montagna e la gente del posto la chiamava il Jebel Marra 'originale'. A causa dei limiti del barometro aneroide, che poteva registrare solo fino a 5.000 piedi, Hobbs non fu in grado di determinare l'altezza della cima che aveva raggiunto. Tuttavia, stimò a occhio che la vetta si trovava ad almeno 2000 piedi sopra i laghi, il che la colloca a circa 6800 piedi sopra il livello del mare.
Dalla prima esplorazione di Hobbs e Gillan nel 1918 (Gillan 1918, Hobbs 1918), Jebel Marra è stato visitato da molti geologi, botanici e zoologi. Nel 1964, una spedizione ha effettuato il primo studio biologico dei torrenti e dei due laghi Deriba. L'importanza idrobiologica di Jebel Marra deriva dall'isolamento di queste acque vicino al centro geografico del continente africano, insieme alle note differenze chimiche tra i vari fiumi e laghi (Hunting Technical Services, 1958).
Durante la spedizione di cinque settimane, sono state prelevate diverse centinaia di campioni da vari siti, tra cui ruscelli, cascate, stagni, rocce umide e i due laghi salini del cratere. Le analisi chimiche sono state effettuate sul campo e ulteriori determinazioni sono state effettuate su campioni trasportati all'Università di Khartoum. Il team ha anche effettuato il primo studio batimetrico dei due laghi. L'indagine batimetrica dei laghi Dariba ha comportato l'uso di un ecoscandaglio calibrato e di un gommone per i transetti, segnando il primo utilizzo di una barca in queste acque. In particolare, il lago più grande è risultato poco profondo, con una profondità massima di 11,6 metri, mentre il lago più piccolo presentava caratteristiche uniche, tra cui un imbuto conico.
Ulteriori indagini, tra cui il controllo della profondità con diversi metodi, hanno rivelato la prova di un significativo innalzamento del livello dell'acqua in entrambi i laghi in tempi relativamente recenti. La chiara evidenza dei precedenti livelli della spiaggia suggerisce bruschi innalzamenti, probabilmente causati da grandi frane sulle instabili pareti interne del cratere. Gli alberi morti e il confronto con mappe e fotografie storiche hanno rivelato cambiamenti nelle dimensioni e nei livelli dei laghi nel corso del tempo. Lo studio conclude suggerendo un aumento costante del livello del grande lago dovuto all'afflusso di sedimenti, che potrebbe portare alla sua scomparsa.